# Charles Widmore
Charles Widmore egy fiktív szereplő a Lost c. amerikai televíziós sorozatban.

## Életrajz

### AzOceanic Flight 815lezuhása előtt
|  | Alább a cselekmény részletei következnek! |

Charles Widmore fiatalkorában a Szigeten élt a Többiekkel. Widmore-t, mint a Widmore Industries vezetőjét, meglátogatta Desmond, hogy feleségül kérje tőle lányát, Pennyt. A férfi, mivel azt hitte, hogy állásért jött, kikérdezte végzestségeiről és eddigi munkáiról. Desmond megdicsérte az asztalán álló hajómodellt, mire Widmore elárulta, hogy alapítványuk világ körüli versenyeket támogat. Miután adminisztrátori állást ajánlott fel neki, a férfi bevallotta, hogy csak a lánykérés miatt jött. Widmore először nem válaszolt, csak felállt és elővett egy hatvanéves MacCutcheon whiskyt. MacCutcheon tábornok az angol hadseregnél szolgált, és rekordszámú kitüntetéssel vonult nyugdíjba. Az italban minden nagyszerűsége benne van. „Egy kortynyi többet ér a havi kereseténél” – mondta Widmore. Ezután kifejtette véleményét, miszerint Desmondból soha nem lesz nagy ember. „Ha még arra sem méltó, hogy a whiskymet igya, hogyan lenne méltó a lányomra?” – kérdezi. Desmond ezután csalódottan és dühösen elhagyta az irodát.
1996-ban Widmore részt vett egy árverésen, ahol megvásárolta a Fekete Szikla nevű 19. századi rabszolgaszállító hajó naplóját. Desmond Penny új címéről kérdezte, a férfi pedig némi huzavona után elárulta neki, mondván, mondja meg a lánya, hogy mennyire utálja.
Miután Desmond elhagyta a katonai börtönt, Widmore visszaadta neki a leveleit, melyeket a fegyintézetből írt a lányához. Ezután megpróbálta lefizetni, hogy véget vessen a Penny és Desmond között lévő viszonynak. A férfi azonban inkább elindult az általa szponzorált világ körüli versenyen, hogy ezzel bizonyítsa nagyságát Widmore előtt. Az úton viszont baleset történt: Desmond a szigetre került.

### A sziget keresése
A Ben által Locke-nak mutatott videófelvételen Charles Widmore brutálisan bántalmazott egy a Többiekhez tartozó embert, akiből a sziget pontos helyzetére vonatkozó információkat próbált kiszedni.
Tom megmutatta Michaelnek a bizonyítékokat, melyek szerint Widmore helyezte az óceán mélyére a 815-ös álroncsát. Odaadta neki a thaiföldi temető papírjait, ahonnan a 324 hullát szerezte; a régi Boeing 777-es adásvételi nyilatkozatát; és a hajó megbízási levelét, mellyel az egészet olyan mélyre vitette le, hogy biztosan ne azonosítsák senki holttestét.
A férfi megbízta a Kahana nevű hajót a sziget megtalálásával. Vezetőjének Gault kapitányt jelölte ki. Ugyanakkor lefizette Martin Keamyt és zsoldos csapatát, hogy találja meg és vigye el hozzá Benjamin Linust, és ha ezt teljesítette, öljön meg mindenki mást a szigeten, beleértve a 815-ös járat túlélőit is.

### AzOceanic 6szigetről való kijutása után
A Kahana expedíciója sikertelenül zárult Widmore számára. Az Oceanic 6 kijutása után Ben meglátogatta londoni lakosztályában. A fáradtnak és borotválatlannak tűnő Widmore Ben kérdésére azt válaszolta, azóta alszik whiskyvel az ágya mellett, mióta rémálmai vannak. Ezután egymásra próbálták hárítani a felelősséget Alex halálával kapcsolatban. Widmore bejelentette igényét a szigetre, hiszen állítása szerint Ben azt tőle lopta el. Ben ezután megígérte, hogy megtalálja Pennyt és megöli, így Widmore meg fogja érteni, ő mit érez most. A lányt Charles  elrejtette Ben elől, aki megígérte, hogy soha nem fogja megtalálni a szigetet.
Később Sun találkozik Widmore-ral Londonban. A nő beszámol róla, hogy tud Charles és az apja kapcsolatáról, és hogy ő az egyike az Oceanic 6-nak. (Sun korábban átvette az ügyvezetői igazgatói posztot az apja vállalatánál.) Tudatja a férfival, hogy végig hazudtak arról, hol voltak, és mi történt velük; és mivel nem csak hatan jutottak ki a szigetről, közösek az érdekeik. A nő tehát együttműködésre szólítja fel. A férfi még megkérdezi, hogy miért segítene neki, de Sun nem felel.
|  | Itt a vége a cselekmény részletezésének! |

## Érdekességek
- Desmond állásinterjúja közben az iroda falán lóg egy festmény, melyen egy fejjel lefelé lévő Buddha, egy jegesmedve és a fordítva felírt „Namaste!” köszöntés látható.
- Különös, hogy Widmore-nak még nem volt közös jelenete lányával, Pennyvel.